# University of Delaware

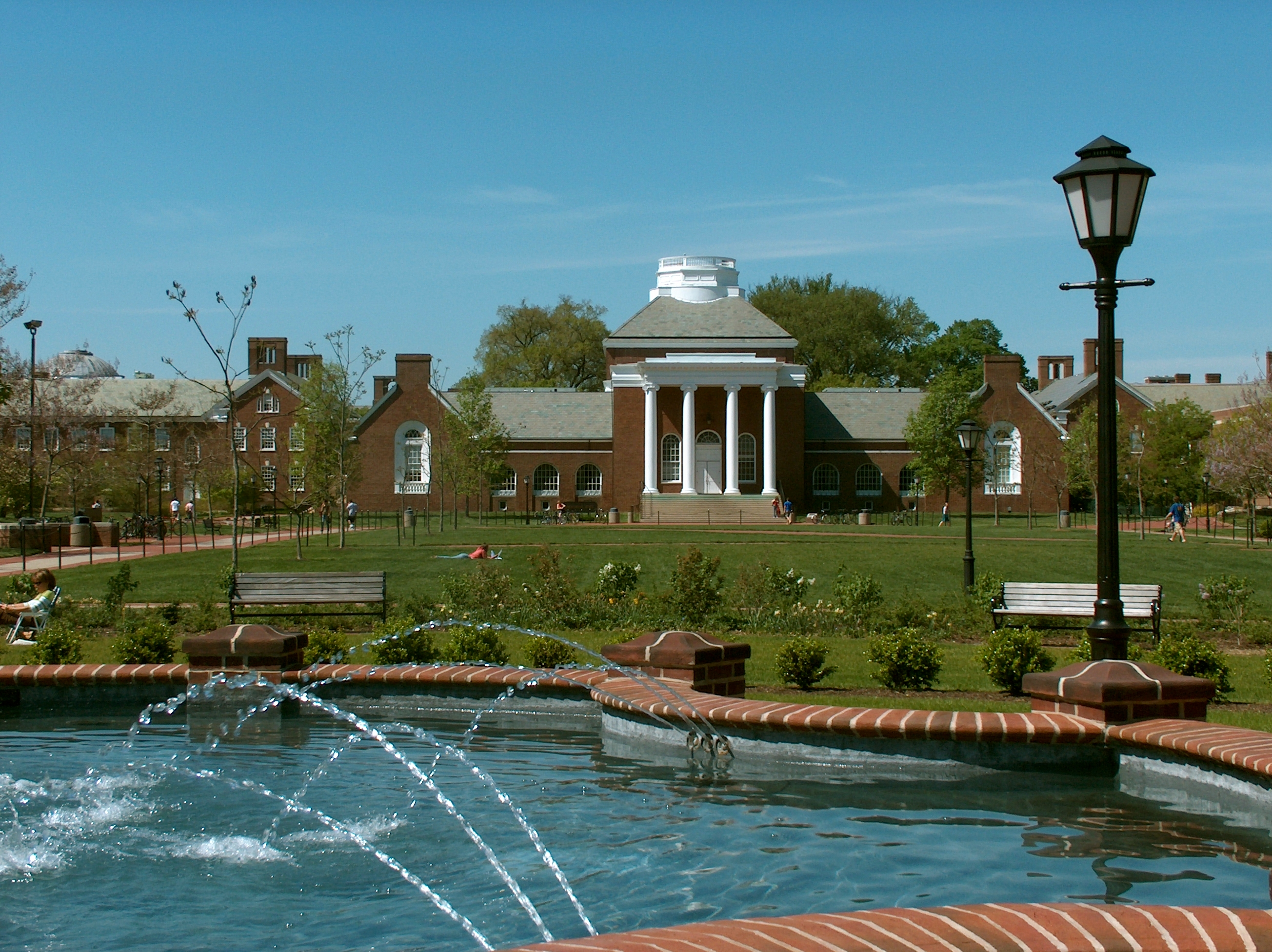
Die UD Memorial Hall

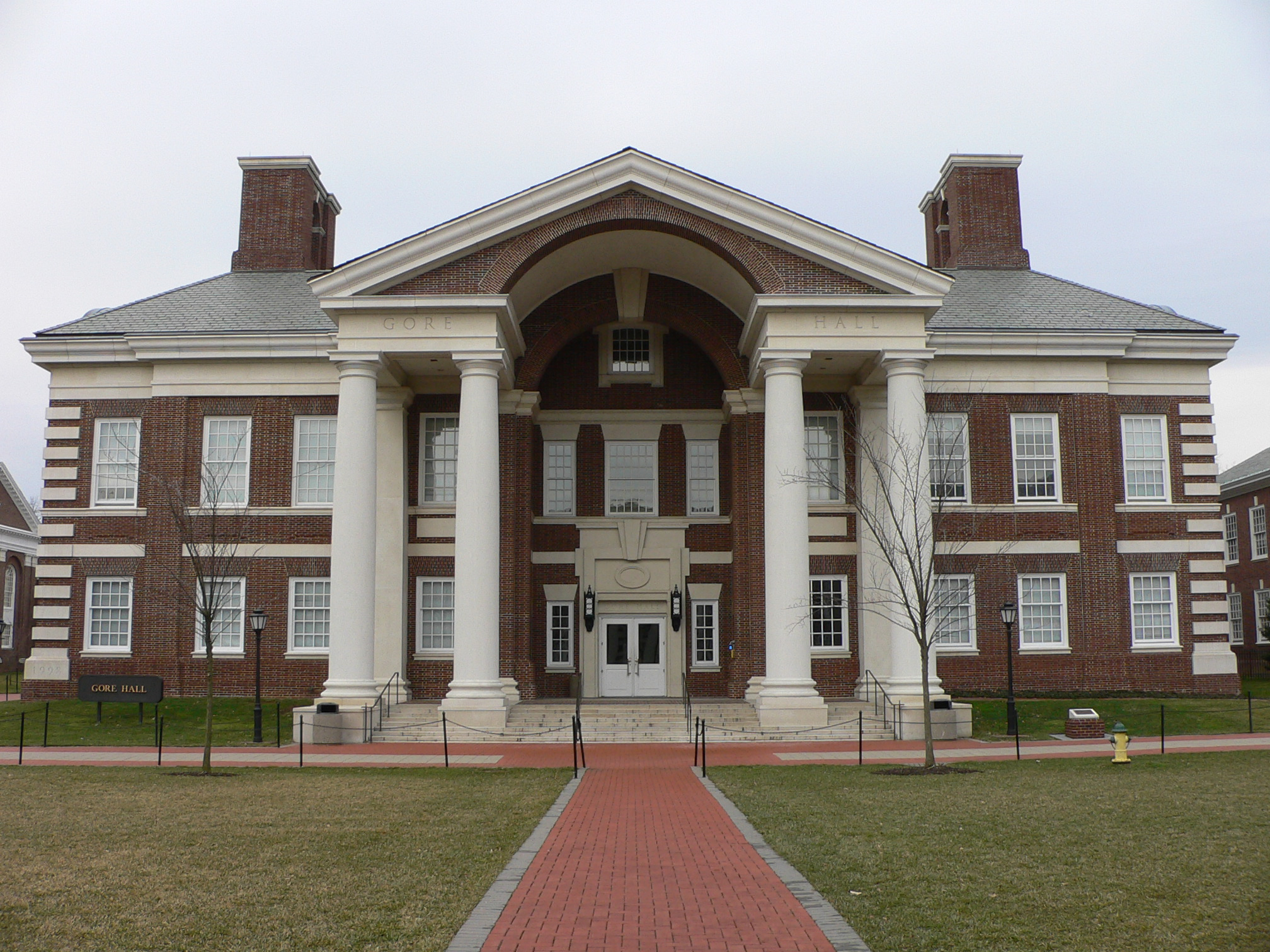
Gore Hall

Die University of Delaware (auch UD oder UDel genannt) ist eine staatliche Universität in Newark im Norden des US-Bundesstaates Delaware. Sie ist die größte Hochschule in Delaware. Neben dem Hauptcampus in Newark gibt es Außenstellen in Dover, Georgetown, Lewes und Wilmington. Die University of Delaware gehört zu den besten staatlichen Universitäten der USA, eine sogenannte Public Ivy.
Sie ist besonders bekannt für ihre Forschung und Lehre in den Bereichen Biochemie, Chemie und Chemieingenieurwesen.

## Geschichte

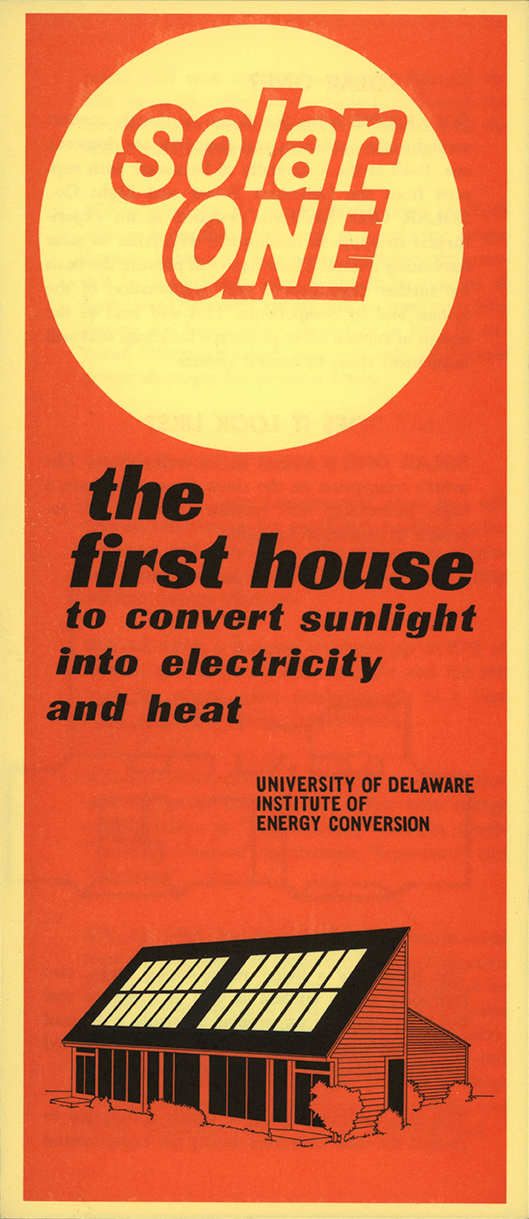
Solar One Logo des Institute of Energy Conversion, 1973

Die Universität wurde 1743 von dem Presbyterianer Pfarrer Francis Alison unter dem Namen Free School eröffnet. 1833 wurde die Schule als College unter dem Namen Newark College vom Staat Delaware anerkannt und schließlich 1843 in Delaware College umbenannt. Nach dem Zusammenschluss mit dem 1913 gegründeten Delaware Women's college im Jahr 1921 entstand daraus die heutige Universität.
Am Institute of Energy Conversion entstand 1973 unter Leitung von Prof. Karl W. Böer das Solar One-Projekt, das erste Haus mit einer gebäudeintegrierten Photovoltaikanlage. Solar One (39° 40′ 37,6″ N, 75° 44′ 36,2″ W) steht mit zurückgebauter Photovoltaik in der South Chapel Street, Newark, Delaware.

## Zahlen zu den Studierenden
Im Herbst 2020 waren 23.613 Studierende an der Universität eingeschrieben. Davon strebten 19.328 (81,9 %) ihren ersten Studienabschluss an, sie waren also undergraduates. Von diesen waren 58 % weiblich und 42 % männlich; 5 % bezeichneten sich als asiatisch, 6 % als schwarz oder afroamerikanisch und 9 % als Hispanic/Latino. 4.285 (18,1 %) arbeiteten auf einen weiteren Abschluss hin, sie waren graduates.
2012 waren es 21.856 Studierende gewesen.

## Hochschulsport
Die Sportmannschaften der UD werden die Fightin' Blue Hens genannt. Die Hochschule ist im akademischen Jahr 2024–25 Mitglied der Coastal Athletic Association und wird danach der Conference USA beitreten.

## Berühmte Absolventen und Professoren
- Clifford Brown (1930–1956) – Jazzmusiker (ohne Abschluss)
- Chris Christie (* 1962) – Gouverneur von New Jersey
- Joe Biden (* 1942) – 46. Präsident der Vereinigten Staaten von Amerika
- Thomas R. Carper (* 1947) – Senator
- Elena Delle Donne (* 1989) – Basketballspielerin
- Joe Flacco (* 1985) – Quarterback
- Alice Cooney Frelinghuysen (* 1954) – Kunsthistorikerin, Museumskuratorin
- Rich Gannon (* 1965) – Quarterback
- Rachel Eliza Griffiths (* 1978) – Schriftstellerin, Fotografin
- Sean Hakes – Quarterback
- Ralph E. Kleinman (1929–1998) – Professor für Mathematik
- Scott Levy, besser bekannt als Raven – Wrestler
- Thomas McKean (1734–1817) – Unterzeichner der Declaration of Independence
- Louis McLane (1786–1857) – U.S. Senator, Finanzminister, Außenminister
- Matt Nagy (* 1978) – Footballtrainer
- Adam Osborne (1939–2003) – Informatikpionier
- Nina Roscher (1938–2001) – Chemikerin und Hochschullehrerin
- George Thorogood (* 1950) – Blues-rock Sänger
- Paul Worrilow (* 1990) – Footballspieler
- Doreen Bogdan-Martin (* 1966) – Generalsekretärin der Internationale Fernmeldeunion (ITU)